# یاکتوروو
یاکتوروو (به لاتین: Jaktorów) یک روستا در لهستان است که در گمینا یاکتوروو واقع شده‌است. یاکتوروو ۹۱۰ نفر جمعیت دارد.